# Miriam Hyde
Miriam Hyde (ur. 15 stycznia 1913 w Adelajdzie, 11 stycznia 2005) – australijska kompozytorka, pianistka, poetka; pedagog muzyczny.

## Życiorys
W dorobku kompozytorskim miała utwory na fortepian i inne instrumenty, także utwory na orkiestrę oraz piosenki. Występowała jako pianistka ze znanymi dyrygentami, takimi jak Malcolm Sargent, Bernard Heinze czy Geoffrey Simon. Wykształcenie muzyczne zdobyła w konserwatorium w Adelaide oraz Royal College of Music w Londynie. Obok aktywnej działalności kompozytorskiej i koncertowej nagrała wiele płyt oraz przez lata była pedagogiem muzycznym w Sydney
Cieszyła się dużym uznaniem w Australii, m.in. uroczystymi koncertami obchodzono jej 90. urodziny. Otrzymała Order Imperium Brytyjskiego (1961), Order Australii (1991), a także doktorat honorowy Uniwersytetu Macquarie w Sydney. Była laureatką nagród kompozytorskich. Jej utwór Happy Occasion Uverture zainaugurował w 1957 działalność Australijskiej Orkiestry Młodzieżowej w Sydney. W 1992 otrzymała australijski tytuł "Kobiety Roku". Rok wcześniej opublikowała autobiografię Complete Accord.